# Philippe de Broca

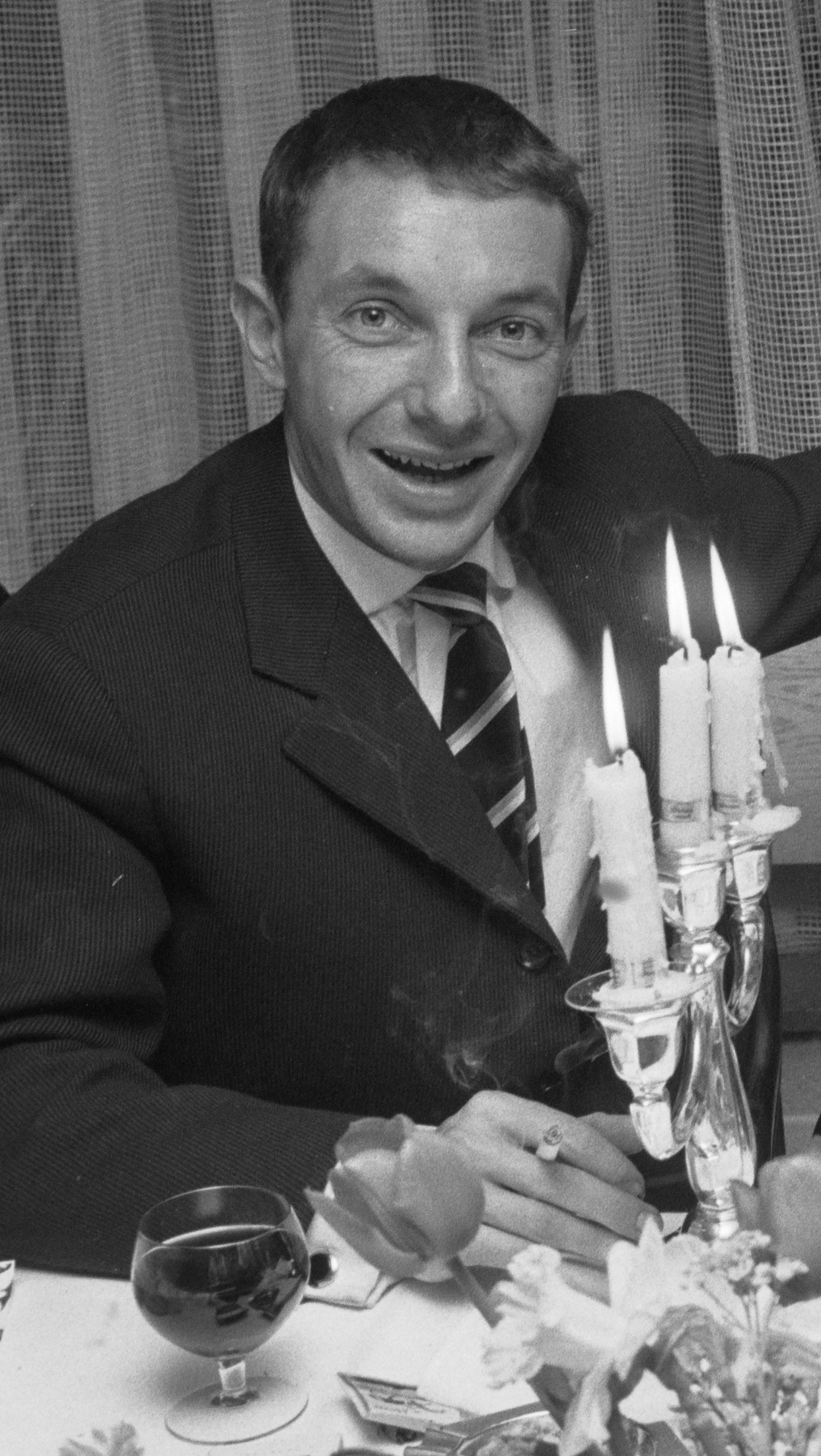
Philippe de Broca (1962)

Philippe de Broca  (* 15. März 1933 in Paris; † 26. November 2004 in Neuilly-sur-Seine bei Paris) war ein französischer Filmregisseur.

## Leben
De Broca entstammte dem französischen Kleinadel. Zunächst waren Georges Lacombe und Henri Decoin seine Lehrmeister. Bei bekannten Regisseuren wie Claude Chabrol und François Truffaut erlernte er dann als Regieassistent sein Handwerk. In Chabrols erstem Film, Le Beau Serge (1958), spielte Philippe de Broca eine kleine Rolle.

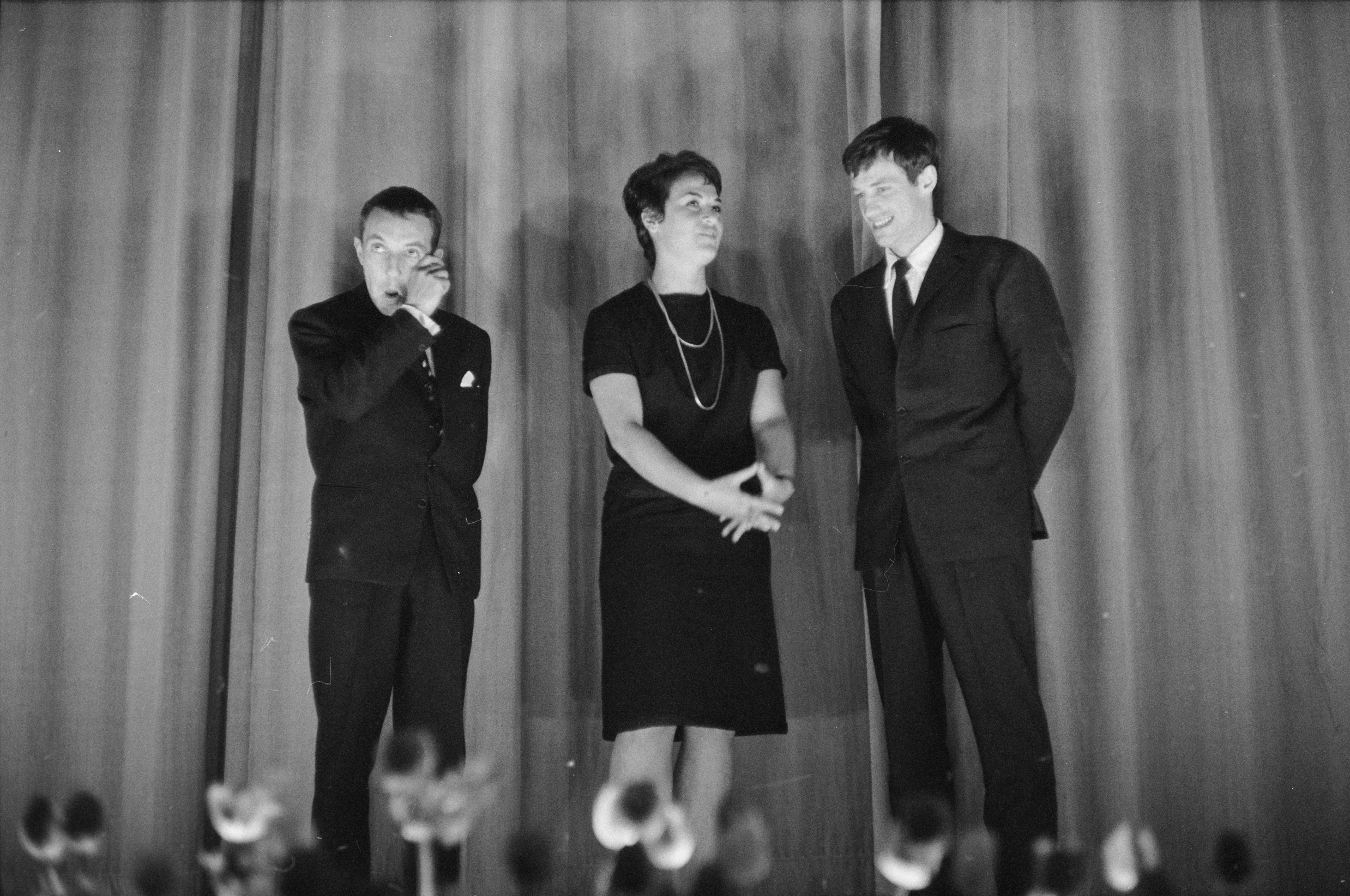
Philippe de Broca (links) und Jean-Paul Belmondo bei einer Galavorführung des Films Cartouche, 1962 in Zürich

Er drehte Filme mit Stars wie Jean-Pierre Cassel, Françoise Dorléac, Jean-Paul Belmondo, Yves Montand, Philippe Noiret und Catherine Deneuve. In Filmkreisen wurde De Broca auch „Komiker der Neuen Welle“ genannt. Vor allem in den 1960er Jahren drehte er zahlreiche Lustspiele, Komödien und Abenteuerfilme. Durch Cartouche, der Bandit (1962) und Abenteuer in Rio (1964) mit Belmondo in den Hauptrollen wurde er bekannt. 1960 bekam er für seinen Film Liebesspiele (mit Jean-Pierre Cassel) den Preis der deutschen Filmkritik sowie den Silbernen Bären auf der Berlinale.
Mit der Schauspielerin Marthe Keller hatte er einen Sohn, Alexandre (* 1971). Zwei weitere Kinder gingen aus der Ehe mit der französischen Schauspielerin Valérie Rojan hervor.
De Broca erlag am 26. November 2004 im Amerikanischen Krankenhaus von Neuilly-sur-Seine im Alter von 71 Jahren einem Krebsleiden. Anfang Oktober war sein letzter Film Viper in der Faust in die französischen Kinos gekommen; aufgrund seiner Erkrankung konnte er den Kinostart bereits nicht mehr mitverfolgen. Mit seinem Tod wurde der Film in Frankreich zum Kassenschlager. De Brocas Grab befindet sich auf dem Cimetière communal in Sauzon auf der Insel Belle-Île-en-Mer im Département Morbihan, Region Bretagne.

## Filmografie
- 1960: Liebesspiele (Les Jeux de l’amour)
- 1960: Wo bleibt die Moral, mein Herr? (Le Farceur)
- 1961: Liebhaber für fünf Tage (L’Amant de cinq jours)
- 1962: Die sieben Todsünden (Les Sept péchés capitaux)
- 1962: Cartouche, der Bandit (Cartouche)
- 1963: Fünf Glückspilze (Les Veinards) (eine Episode)
- 1964: Abenteuer in Rio (L’Homme de Rio)
- 1964: Ich war eine männliche Sexbombe (Un monsieur de compagnie)
- 1965: Die tollen Abenteuer des Monsieur L. (Les Tribulations d’un chinois en Chine)
- 1966: Herzkönig (Le Roi de cœur)
- 1967: Das älteste Gewerbe der Welt (Le Plus vieux métier du monde) (eine Episode)
- 1969: Pack den Tiger schnell am Schwanz (Le Diable par la queue)
- 1970: Wenn Marie nur nicht so launisch wär’ (Les Caprices de Marie)
- 1971: Drei auf der Flucht (La Poudre d’escampette)
- 1972: Die Affaire (Chère Louise)
- 1973: Le Magnifique – ich bin der Größte (Le Magnifique)
- 1975: Der Unverbesserliche (L’Incorrigible)
- 1977: Zähme mich – liebe mich (Julie pot de colle)
- 1977: Ein verrücktes Huhn (Tendre poulet)
- 1978: Edouard, der Herzensbrecher (Le Cavaleur)
- 1980: Wer hat den Schenkel von Jupiter geklaut? (On a volé la cuisse de Jupiter)
- 1981: Psy
- 1983: Der Buschpilot (L’Africain)
- 1986: La Gitane – Nichts als Ärger mit den Frauen (La Gitane)
- 1988: Chouans! – Revolution und Leidenschaft (Chouans!)
- 1990: Sheherazade – Mit 1001 PS ins Abenteuer (Les Mille et Une Nuits)
- 1991: Gemischtes Doppel (Les Clés du paradis)
- 1997: Duell der Degen (Le Bossu)
- 2000: Amazone
- 2004: Viper in der Faust (Vipère au poing)

## Auszeichnungen
- 1960: Silberner Bär/Großer Preis der Jury bei der Berlinale 1960 für Liebesspiele
- 1960: Preis der deutschen Filmkritik